# Bonusmeilen-Affäre
Der Ausdruck Bonusmeilen-Affäre bezeichnet die von der Bild-Zeitung 2002 bekannt gemachte Praxis, dass einzelne Bundestagsabgeordnete ihre dienstlich angesammelten Bonusmeilen aus dem Vielfliegerprogramm Miles & More der Lufthansa für Privatreisen nutzten. Die Veröffentlichung wurde durch Whistleblowing bei der Lufthansa möglich. Vorangegangen und Auslöser der Enthüllungen war die Hunzinger-Affäre. Am 22. September 2002 war Bundestagswahl; die Bonusmeilenaffäre war ein Wahlkampfthema. 
Im Rahmen der Affäre gab es einige Rücktritte. Unter anderem trat Gregor Gysi (PDS) am 31. Juli 2002 von allen Ämtern zurück. Cem Özdemir (Grüne), seit 1998 innenpolitischer Sprecher der Bundestagsfraktion Bündnis 90/Die Grünen, legte dieses Amt am 26. Juli 2002 nieder und nahm nach der Bundestagswahl 2002 das Bundestagsmandat nicht an, ging für eine Legislaturperiode (2004–2009) ins Europaparlament und kehrte anschließend wieder in den Bundestag zurück. Rezzo Schlauch (Grüne) zahlte die strittige Summe nach; er lehnte Rücktrittsforderungen ab.
Bundestagspräsident Wolfgang Thierse betonte – nach diesen beiden Rücktritten –, es gehe lediglich um die Verletzung einer freiwillig vereinbarten Regel. Franz Müntefering, damals SPD-Generalsekretär, stellte im August 2002 eine Strafanzeige gegen die Bildzeitung. In die Untersuchungen der Bonusmeilen-Affäre schaltete sich am 6. August 2002 die Staatsanwaltschaft wegen des Verdachts auf Untreue und Betrug ein. Betroffen waren neun Abgeordnete von CDU/CSU (2), SPD (1), PDS (2) und Grünen (4).
Auch Mitglieder anderer Parteien waren von der Affäre betroffen; nur die Genannten zogen Konsequenzen. Ab dem 7. August verlagerte sich das Medieninteresse auf das Elbhochwasser; ab dann erfolgten keine weiteren Rücktritte von Politikern im Rahmen der Flugaffäre. Im Juli 2002 gab es einen teilweise öffentlich geführten Disput zwischen dem damaligen Bundestagspräsident Wolfgang Thierse und der Lufthansa: Thierse forderte im Namen der Fraktionen „den Informationsstand […], der - im übrigen unter Missachtung datenschutzrechtlicher Vorschriften - aus Ihrem Hause der ‚Bild‘-Zeitung übermittelt wurde“. Die Lufthansa solle Maßnahmen gegen Datenmissbrauch ergreifen. Lufthansa bestritt, dass es eine „undichte Stelle“ bei ihr gebe. In der Öffentlichkeit wurde auch diskutiert, wer die Daten an die Öffentlichkeit gegeben hatte und mit welchem Motiv.
Einige Unternehmen nahmen die Affäre zum Anlass klarzustellen bzw. zu regeln, dass Bonusmeilen dem Unternehmen zufallen (und nicht dem Mitarbeiter, der den Flug getätigt hat / auf dessen Bonusmeilenkarte die Meilen gutgeschrieben worden waren). Wer dienstlich erlangte Bonusmeilen privat nutzt, erlangt einen geldwerten Vorteil. Auch dies wurde im Nachgang der Affäre öffentlich bekannter.

## Sonstiges
Bundeskanzler Schröder äußerte sich am 1. August 2002. Er bezeichnete die schrittweise Enthüllung als politisch motiviert. „Es fällt auf, dass das von großer Einseitigkeit ist“ (darauf anspielend, dass bis dahin nur Politiker aus dem linken Spektrum als Bonus-Flieger genannt wurden). Er habe den Verdacht, dass „durch Weglassen und besonderes Betonen“ ein politisches Ergebnis erzielt werden solle, das letztlich positiv für die Union ausfallen solle.